# Medesér
Medesér (románul Medișoru Mare) falu Romániában Hargita megyében. Közigazgatásilag Siménfalvához tartozik.

## Fekvése
A falu Székelykeresztúrtól 13 km-re északkeletre, Siménfalvától 4,5 km-re északnyugatra a Léckert-patak katlanszerű völgyfőjében fekszik olyan rejtetten, hogy a hagyomány szerint az orosz csapatok 1849-ben meg sem találták.

## Nevének eredete
Neve eredetileg pataknév volt, és időnként kiszáradó patakot jelent (meddő-s-ér).

## Története
A falu déli részén római település, a Kerek kertek területéről pedig 12. századi falu nyomai kerültek elő. 1910-ben még 640-en lakták. A trianoni békeszerződésig Udvarhely vármegye Székelykeresztúri járásához tartozott. 1992-ben 452 lakosából 447 magyar és 5 cigány volt.

## Látnivalók
- Unitárius temploma 1805-ben épült a gótikus templom felhasználásával.

## Híres emberek
- Itt született 1877-ben Árkosi Ferenczi Kálmán író, költő
- Itt született 1913-ban Szabó Árpád mártírhalált halt költő, újságíró.
- Itt született Kiss Elek unitárius püspök.